# سیارک ۱۶۱۹۶۲
سیارک ۱۶۱۹۶۲ (به انگلیسی: 161962 Galchyn، نامگذاری:2007HE84) صد و شصت و یک هزار و نهصد و شصت و دومین سیارک کشف شده‌است که در ۲۷ آوریل ۲۰۰۷ کشف شد.